# 2007년 아시아 야구 선수권 대회
2007년 아시아 야구 선수권 대회는 24번째 대회로 열린 아시아 국제 야구 대회이다. 2007년 11월 27일부터 2007년 12월 3일까지 대만에서 개최되었으며 베이징 올림픽 야구 아시아 지역 예선을 겸했다. 우승팀은 올림픽 본선 출전에 직행하고 2, 3위팀은 최종예선인 대륙간 플레이오프에 출전한다. 올림픽 개최국 자격으로 올림픽 본선을 자동 출전하는 중국은 불참했다.

## 참가국
제24회 아시아 야구 선수권 대회 - 예선
- 중화 타이베이- 개최국. 제23회 아시아 야구 선수권 대회 준우승
- 일본- 제23회 아시아 야구 선수권 대회 우승
- 대한민국- 제23회 아시아 야구 선수권 대회 4위
- 필리핀- 제23회 아시아 야구 선수권 대회 5위
- 파키스탄- 제7회 아시안컵 야구 대회 1위
- 홍콩- 제7회 아시안컵 야구 대회 2위
- 태국- 제7회 아시안컵 야구 대회 3위

## 예선 리그

### 순위
| 순위 | 국가     | 승 | 무 | 패 | 득 | 실 |
| ---- | -------- | -- | -- | -- | -- | -- |
| 1    | 필리핀   | 2  | 1  | 0  | 6  | 1  |
| 2    | 태국     | 1  | 1  | 1  | 11 | 9  |
| 3    | 홍콩     | 1  | 0  | 2  | 13 | 18 |
| 4    | 파키스탄 | 1  | 0  | 2  | 11 | 13 |

### 경기 기록
※ 모든 시간은 대만 표준시간 NST (UTC+8)이다.
| 경기날짜   | 경기시간 | 홈팀     | 점수  | 원정팀   | 경기장                     | 비고                                      |
| ---------- | -------- | -------- | ----- | -------- | -------------------------- | ----------------------------------------- |
| 11/27 (화) | 17:00    | 파키스탄 | 0 : 2 | 필리핀   | 타이중 야구장              | 비로 인해 연기되어 타이중 야구장에서 열림 |
| 11/27 (화) | 18:00    | 홍콩     | 4 : 8 | 태국     | 타이중 인터콘티넨탈 야구장 |                                           |
| 11/28 (수) | 13:00    | 태국     | 3 : 5 | 파키스탄 | 타이중 인터콘티넨탈 야구장 |                                           |
| 11/28 (수) | 18:00    | 필리핀   | 4 : 1 | 홍콩     | 타이중 인터콘티넨탈 야구장 |                                           |
| 11/29 (목) | 13:00    | 태국     | 0 : 0 | 필리핀   | 타이중 인터콘티넨탈 야구장 | 12회 연장                                 |
| 11/29 (목) | 18:00    | 홍콩     | 8 : 6 | 파키스탄 | 타이중 인터콘티넨탈 야구장 |                                           |

## 결승 리그

### 순위
| 순위 | 국가          | 승 | 패 | 득 | 실 |
| ---- | ------------- | -- | -- | -- | -- |
| 1    | 일본          | 3  | 0  | 24 | 5  |
| 2    | 대한민국      | 2  | 1  | 21 | 7  |
| 3    | 중화 타이베이 | 1  | 2  | 13 | 15 |
| 4    | 필리핀        | 0  | 3  | 1  | 32 |

### 경기 기록
※ 모든 시간은 대만 표준시간 NST (UTC+8)이다.
| 경기날짜  | 경기시간 | 홈팀          | 점수   | 원정팀        | 경기장                     | 비고     |
| --------- | -------- | ------------- | ------ | ------------- | -------------------------- | -------- |
| 12/1 (토) | 13:00    | 중화 타이베이 | 2 : 5  | 대한민국      | 타이중 인터콘티넨탈 야구장 |          |
| 12/1 (토) | 18:00    | 일본          | 10 : 0 | 필리핀        | 타이중 인터콘티넨탈 야구장 | 7회 콜드 |
| 12/2 (일) | 13:00    | 필리핀        | 0 : 9  | 중화 타이베이 | 타이중 인터콘티넨탈 야구장 |          |
| 12/2 (일) | 18:00    | 대한민국      | 3 : 4  | 일본          | 타이중 인터콘티넨탈 야구장 |          |
| 12/3 (월) | 13:00    | 대한민국      | 13 : 1 | 필리핀        | 타이중 인터콘티넨탈 야구장 | 7회 콜드 |
| 12/3 (월) | 18:00    | 중화 타이베이 | 2 : 10 | 일본          | 타이중 인터콘티넨탈 야구장 |          |

## 최종순위
| \| \| 일본 *** \| \| \| 대한민국 ** \| \| \| 중화 타이베이 ** \| \| 4 \| 필리핀 \| \| 결승라운드 진출 실패 \| \| \| 5 \| 태국 \| \| 6 \| 홍콩 \| \| 7 \| 파키스탄 \| |                  |
| 순위 | 팀               |
| 금 | 일본 ***         |
| 은 | 대한민국 **      |
| 동 | 중화 타이베이 ** |
| 4 | 필리핀           |
| 결승라운드 진출 실패 |                  |
| 5 | 태국             |
| 6 | 홍콩             |
| 7 | 파키스탄         |

Notes:

*** 2008년 하계 올림픽 야구 본선 직행

** 2008년 하계 올림픽 야구 최종예선(대륙별 플레이오프) 진출

## 같이 보기
- 2006년 아시안 게임 야구
- 2007년 야구 월드컵